# ドン・クォーリー
ドナルド（ドン）・オライリー・クォーリー（Donald "Don" O'Riley  Quarrie、1951年2月25日 - ）は、ジャマイカの陸上競技選手である。1970年代を代表するスプリンターである。キングストン出身。
クォーリーは、1968年のとき、18歳でメキシコシティーオリンピックの代表に選ばれているが、このときは練習中の怪我で出場できずに終わっている。
1969年には拠点をアメリカに移し、徐々に短距離選手としての力を蓄えていく。
1970年のコモンウェルスゲームズでは、100mと200mで金メダルを獲得し、さらに4×400mリレーで3つめの金メダルも獲得した。
1971年には、200mで19秒8（手動計時）の世界タイ記録を達成（電気計時では19秒86）、順調に力をつけてゆく。
翌年の1972年ミュンヘンオリンピックでは優勝候補の一人とみなされた。しかし、オリンピックではまたもけがに見舞われてしまった。200mにエントリーしていたクォーリーであったが、筋肉を痛め、準決勝の後、決勝を走ることなくリタイヤをしてしまった。
その後、1975年に200mで再び19秒8、翌年には、100mで9秒9をマークするまで、力を取り戻す。
そして、ついに1976年モントリオールオリンピックでは初めて怪我なく万全な形で競技することができた。まず100mでは、金メダルを獲得したトリニダード・トバゴのヘイズリー・クロフォードに最後に追い抜かれたものの、オリンピックで初めてのメダルである銀メダルを獲得した。200メートルで、クォーリーは直線に出るまで一団をリードし、直線でも2位以下を近寄らせず、20秒22のタイムで初めての金メダルを獲得した。
クォーリーは4年後の1980年モスクワオリンピックにも出場。この大会では100mと200mにエントリーしたが、100mでは準決勝までしか進めなかった。しかし、前回大会で金メダルを獲得した200mでは3位に入り銅メダルを獲得し、2大会連続の表彰台となった。
さらに4年後の、1984年ロサンゼルスオリンピックにも参加をしている。もはや、往年の力はなく、200mに参加するも予選で敗退をしてしまったが、4×100mリレーのメンバーとして参加し、3大会連続のメダルである銀メダルを獲得した。